# María Trinidad Sánchez (província)
María Trinidad Sánchez é uma província da República Dominicana. Sua capital é a cidade de Nagua.